# Сека Гранде
Сека Гранде је насеље у Италији у округу Агриђенто, региону Сицилија.
Према процени из 2011. у насељу је живело 703 становника. Насеље се налази на надморској висини од 44 м.